# 마사야

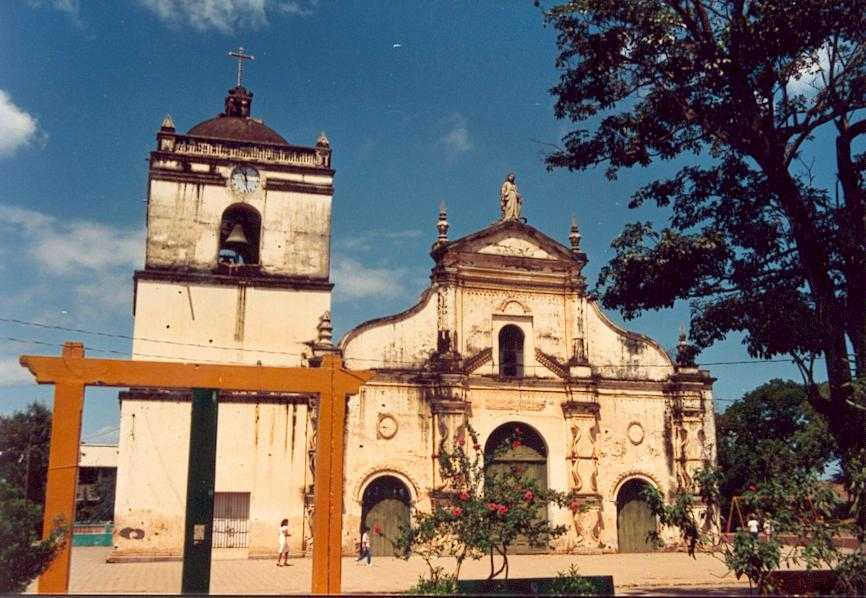
마사야

마사야(스페인어: Masaya)는 니카라과의 도시로 마사야 주의 주도이며 면적은 142.6km2, 인구는 110,958명(2005년 기준), 인구 밀도는 980명/km2이다. 그라나다에서 서쪽으로 약 14km, 마나과에서 남동쪽으로 약 31km 정도 떨어진 곳에 위치한다.